# Nelly Shulman
Nelly Shulman (ur. 1972 w Petersburgu) – pierwsza kobieta rabin pochodząca z Rosji, służąca społecznościom żydowskim z krajów byłego Związku Radzieckiego.
W 1999 roku ukończyła Leo Baeck College w Londynie, gdzie otrzymała ordynację rabinacką. Wcześniej przez trzy lata pracowała w Białoruskiej Unii dla Judaizmu Postępowego. Po studiach podjęła pracę jako pierwsza kobieta rabin na Białorusi w reformowanej społeczności żydowskiej w Mińsku. Obecnie pracuje w Moskwie. 
8 listopada 2002 roku Nelly Shulman poprowadziła nabożeństwo szabatowe w Beit Warszawa. 2 kwietnia 2006 roku udzieliła błogosławieństwa parze jednopłciowej, co wywołało liczne protesty i kontrowersje wśród ortodoksyjnych Żydów skupionych w Federacji Wspólnot Żydowskich Rosji.